# 魔法少女イスカ
『魔法少女イスカ』（まほうしょうじょイスカ）は、魔法少女・戦闘美少女を題材とする18禁のパソコンゲーム（アダルトゲーム）ソフトである。
BLACK Lilithより、ダウンロード版が2009年6月19日に、パッケージ版が同年6月26日にそれぞれ発売された。また、これを原作とするアダルトアニメ作品（OVA）がある。派生作品として、ゲーム版の後日談を描いた漫画作品がある。なお、同ブランドから2009年12月に発売された作品『魔法少女スバル』とは同じ世界観を共有しており、時系列的には『スバル』がより未来の話となっている。

## あらすじ
この世界とは別の次元に存在する異世界、フィオルシカアジルにて猛威を振るっていた存在である魔王が、その世界の魔法使い達の手によって滅ぼされた。
奇跡的な幸運によって魔王の恐怖は消え去ったかに思われたものの、魔王の魂は完全には滅んでおらず、魔法使い達はその魂を細かく砕いて魔石として形にし、その魔石を魔王復活を目論む魔王の配下である魔族達に奪われぬよう人型の存在＝魔女の内に隠し、こことは別の世界に逃げるよう仕向けた。
こうして様々な世界や時代の人間社会にまぎれた魔女の一人であるイスカは、魔族とのある戦いで自分にこの世界での暮らし方を教えてくれた先輩魔女の魔石を見つける。
魔女にとって魔石は命と同義であり、それを見つけたことの意味するものは、姉と慕った先輩魔女の死であった。
自分一人で生きていくことになったイスカは、ある街で偶然一人の少女と出会う。その少女、柏木つみきとの出会いから、この物語は始まる。

## 登場人物
彩木 イスカ（さいき いすか）
声：澄白キヨカ
異世界フィオルシカアジルの魔法使いにより生み出された人工生命＝魔法少女。
その体内に埋め込まれた魔王の魔力のカケラ＝魔石の力を魔導機関サテュルメ・マグネシアを用いて自身のエネルギーに変換し変身する。
扱う魔具は石突きの部分が刃状になっている大型の槍。魔石の性質は風の王のチカラであり、水色のカラーで表現される。オーバードライブによる必殺技は槍の刃部分を強大にして、一撃の下にエネルギーを放つ「蒼き螺旋を描くもの（スピーラ・キューアネア）」。
この世界に訪れたのは最近のことで、その情報や生活習慣についてはまだ疎いところが多い。
物語開始まではこの時代で先に暮らしていた先輩魔女であり、姉として慕っていたティアと共に暮らして、こちらの生活に慣れて行ってる途中であった。
魔族から魔石を守るために他者を寄せ付けない頑なな態度をとっているが偶然であった少女、柏木つみきとの生活を続ける間に徐々にこの世界に興味を示し、やがてそれはひとつの決意へ繋がることになる。
最近になってできた好物はオニギリ。
柏木 つみき（かしわぎ つみき）
声：安堂りゅう / 前野ミサキ（OVA版1、2巻）→海原エレナ（OVA版3巻）
この世界の住人。
天真爛漫な性格でイスカが異世界の住人だと知っても気兼ねなく接してくる健気な少女。
たまにボンヤリとすることもあるが性格はとことん前向き、人間の善意と正義を信じる少女でもある。
イスカと低級な魔族との戦闘に巻きこれたときに、イスカが持っていた別の魔法少女の遺品である魔石をその身体にとりこんでしまい、その摘出方法が見つかるまでの間、イスカと一緒に暮らし学園にも通うことになる。
家族は両親が海外で仕事でおらず、兄と姉も仕事と大学でたまにしか帰って来ないらしく、イスカを泊めることに抵抗は無く、むしろ寂しさがまぎれて嬉しくもあった。
後々、自身の中にある魔石とイスカの魔石の共鳴することが判明し、少しずつ魔族との戦い立ち向かうことになっていく。そしてイスカと共に苦難に立ち向かうことで、彼女を成長させる大きな理由ともなる。
兵頭 源治（ひょうどう げんじ）
声：後野勝彦（OVA版）
つみきが通う学園で生物学の教鞭を振るう教師。表面上は軽薄な笑みを浮かべた男だが、ストレートな物言い等からつみき以外の学園の生徒にはそこそこ人気がある。
その正体は百数十年前にこの世界に辿りついた魔族＝魔法少女の天敵”魔女狩り”。人間社会に紛れ込み、たまに人間を自分の”人形”として傀儡に変え、魔法少女を狩る。
作中では少ししかその姿を現さないが、本来は蜘蛛のような魔族であり、粘着性の糸で相手を絡めとったり、相手を操ったりという攻撃で戦う。OVA版では人間ではない完全な魔族状態の姿にもなっている。
今回イスカの魔力を探知し、数年ぶりの”魔女狩り”に乗り出す。百年以上も魔女と戦いを繰り返して来ただけあって、その経験は確かなものであり、まだ半人前状態であるイスカは度々苦戦を強いられる。しかし、その戦いの度に今まで戦った魔女らしからぬ雰囲気を見せるイスカに対して少しずつ興味を抱き、次第に彼女の持つその雰囲気の正体を知るために戦いを挑んでくるようになる。
ティア
声：榊木春乃 / 一宮桜（OVA版）
イスカよりも先にこの世界に存在し、生活していたイスカにとってのお姉さま。他者と関係を持ちたがらない他の魔女と違い、魔女として、この世界の住民として、そしてイスカの先輩として彼女に優しくしていたらしい。ティアから貰った髪飾りはイスカにとって宝物である。
よく"ニシシッ"と笑ったり、根拠も無く「なんとかなる」と言うことが口癖だったらしい。なお、イスカの感想ではつみきとティアの雰囲気はよく似ているそうである。
魔女としての魔具は2本の短刀であり、魔石の性質は炎のチカラで、赤いカラーで表現される。オーバードライブ技は不明。
ルクス
声 : 岩田由貴
OVA版にのみ登場する魔族の一人。女性型で兵藤と同じ地域を中心に活動していた。"あの方"と呼ばれる存在に従い、この地域で多くの魔女達を狩っており、OVA版のみの魔女達も登場している。
最後には兵藤が魔力を回復するため、ほとんどの魔力を奪われてしまう。

## 用語
魔女
魔女とは魔石を魔族から隠し通すための存在である。異世界フィオルシカアジルの魔法使いが魔石を一つの場所に置いておくのは危険と判断し、様々な世界に分断させるために生命体を作り出し、核となる魔石を入れることで意志を持たせた者が魔女である。
ゲームタイトルでは魔法少女となっているが、作中の呼称では全て魔女で統一されている。
魔女は記憶改ざんの能力などを持っており、その世界の人間に成り済まし、魔石を手に入れようとする追っ手から逃げることが第一と考えている。そのため、基本的に自分のことで手一杯という者が多く、その世界の住民も単なる隠れ蓑程度の存在としてしか見ていない者が多い。
魔石
前述の通り、魔女は魔王の魂の欠片である魔石を隠すための存在であり、自衛の手段として魔石のチカラを自分の物として扱えるようにする魔導機関サテュルメ・マグネシアを搭載している。魔石には様々な性質が存在し、それらは元々魔王のチカラであったようである。
チカラの違いによって様々な効力を発揮するため、持っている魔具などにも違いがある。また、サテュルメ・マグネシアに過負荷（オーバードライブ）をかけ、通常よりも強大なエネルギーを放つことも可能となっている。
魔族
魔族は魔王の眷属であり、再び魔王の魂を一つにして魔王を復活させようと目論む存在である。それゆえ、各世界で自分をその石の住民と成り済まし、世界に紛れ込んでいる魔女をあぶり出す魔女狩りを第一に行うべきと考えている。
魔族は各々のやり方でその世界の住人を“人形”として、自分たちの使役する駒にできる。そうすることで人形になった人間は自分の意志が無くなり、もしその状態で殺されたならこの世界から初めからいなくなった状態となってしまう。
魔族は魔石を手に入れるために魔女を襲うが、その際に相手を物理的に破壊しても魔石は取り出せないらしく、時間さえあれば肉体は修復できるらしい。魔石を取り出すには何らかの形で魔女に“絶望”を味わわせ、「こんな状態ならもう意識（魔石）など要らない」と思わせることが必要であるため、魔女達を快楽付けにして絶望させるという手段に走る魔族が多い。

## スタッフ
- 企画・原作：ZEQU
- 原画：SASAYUKi
- シナリオ：ZEQU
- グラフィック - チームやしがに
- 音楽：Dahna (Lip On Hip)、bAsHEE (Lip On Hip)
- 演出 : 巫浄スウ、EDEN
- 監督：EDEN

## 魔法少女イスカ〜after school〜
ゲーム版の後日談を描く漫画作品。
作者はゲーム版の原画を担当したSASAYUKiであり、章間には使われなかった物を含めたラフイメージなどが、シナリオを担当したZEQUによる簡単なキャラ設定と共に存在している。
キルタイムコミュニケーション発行の雑誌『二次元ドリームマガジン』にて連載され、単行本は同社二次元ドリームコミックスより刊行。

### あらすじ（〜after school〜）
ゲーム版での戦いの後、魔女狩り殺しとしてただ逃げるだけの存在を否定して生きていくことを決意したイスカは、ある街で魔女狩りを行っている存在を察知し、その近くの学校に潜入する。そこでイスカは新たな魔女、魔族、人間との出会いの中、果てしなき戦いに身を投じていく。

### 登場人物（〜after school〜）
柏木 イスカ
ゲーム版で出会いと別れを経験し、名前を改めたイスカ。姉であるティカの魔石も体内に取り込んでいるためにかなり体に負荷が掛かっていたが、その重みも背負うと決め、この世界の住人、そして魔女にも二度と自分のような別れを経験する者が出ないよう、魔族に対して積極的に戦いを挑んで行き、魔族の間では魔女狩り殺しの異名で噂されている。
遠距離にも対応可能なオーバードライブである「二重暴走執行（ドライヴレクレス）」という技も発動できるようになっているが、2つの魔石を同時にオーバードライブで使うためにかなり負担がかかる。
蛍
名字は不明。イスカが潜入した学校の同級生であり、彼女に色々と親切を焼く姿が、以前のつみきを思い出させている。
しばらく海外留学で帰っていない姉を大切に思っているが、イスカが物語の序盤で彼女の姉の姿を奪った魔族を殺していることで、結果的に彼女の姉を殺したことを負い目に感じている。
後にセツナに記憶操作され、彼女を姉だと思い込んでしまう。最初はただの隠れ蓑代わりに利用していたセツナだが、姉として慕う彼女に対して、次第に言いようも無い思いを抱くようになって行く。
ヨゾラ
イスカが訪れた街で魔女狩りに襲われ、後一歩で魔石を手放す所をイスカに救われる。この世界に来てまだ間も無く、かなり幼い雰囲気を漂わせている。
イスカに救われたことで彼女を姉のように慕っており、後に「お姉様」と呼ぶようになる。その関係は以前の自分とティアを想起させるもので、イスカ自身まんざらでもないようである。
扱う魔具はスコップのような把っ手の付いた鎌。魔石の性質はかなり珍しい部類である重力のチカラで、紫色のカラーで表現される。ZEQUによると重力を操る性格から物事をズッシリと重く思考してしまうらしい。魔女としての服装も若干幼さが残っている。
オーバードライブによる必殺技は強力な重力球を上空から叩き落とすタナトス・ファルクスリア。
セツナ
ヨゾラと同じく、この地で魔女狩りに襲われていた魔女の一人。ヨゾラと違いある程度はこの世界に来て時間が経っている。
手傷を負っていた所で隠れ蓑を探す際、たまたま通りかかった蛍の記憶を操作し、自身を姉だと思わせる。イスカ自身はそのやり方に憤りを感じていたが、姉を殺したのが自分だった手前大きな声で言い返せなかった。
扱う魔具はティカと似ている短刀と長刀の2本の剣。魔石も同じく炎のチカラを持った魔石であり、カラーも赤く表現されている。
オーバードライブによる必殺技は、複数の魔法陣を同時展開し、そこから剣を高速射出するレギノスボルカラッド。威力は大きくないが、手足が動かなくとも放てる上、発射までの時間が短いという利点もある。
最初は隠れ蓑のためだけに蛍を利用していたが、次第に姉として慕ってくる彼女に対して言いようも無い感情が芽生えて来る。
白亜
イスカの潜入した学校の生徒に化けて、そこを中心に活動している女性型魔族。魔族状態と人間状態があまり変わらず、角が生えるという分かり易い姿をしている。
能力はナノマシンのような極微細な生物を操作し、それにより相手を自分の良いように操作するというもの。人間相手ならわざわざ人形にしなくても言うことを聞かせられることは容易い。ZEQUによると、こういう作品には無くてはならない存在とのこと。
知略に長け、奸計に嵌めて相手を絶望させるのが得意な分、直接の戦闘能力は高いわけではない。セツナとは良い勝負をしていたが、イスカと真っ向勝負となるとすぐに撤退するほどであった。
物語序盤でヨゾラを襲っていた所をイスカに邪魔されて以降、彼女達から魔石を奪うことを目的とし、戦いを挑む。
RB
男性型の魔族で、魔族なのに人型に近く人間に化けない。
魔族の中では珍しく直情的で、戦うことに喜びを見出す戦闘狂であり、能力も肉体を極限まで強化するものである。そのパワーで素手で殴りつける戦いを行う。体をどれだけ破壊されても、頭さえ残っていれば修復はすぐに行える能力も持つ。
ZEQUによると相手を痛めつけて絶望させ、魔石を奪うやり方のみに特化しているが、戦いが好きな分一方的に嬲る状況になるとすぐに飽きてしまうらしく、魔石を手に入れる機会は少ないらしい。

## OVA
ゲーム版を原作としてアニメ化されたオリジナルビデオ作品（アダルトアニメ）。
PIXYより、パッケージ版（DVD版）およびダウンロード版にて、2010年から2011年にかけて全3作が発売された。2012年にはパッケージ版のボックスセットが発売された。
- 魔法少女イスカ vol.01 邂逅
- 魔法少女イスカ vol.02 魔獣
- 魔法少女イスカ vol.03 堕淫
- 魔法少女イスカ DVD-BOX - 上記3作を同梱したパッケージ商品。

### スタッフ (OVA)
- 監督・演出 - 近藤隆史
- シリーズ構成・脚本 - ZEQU
- キャラクターデザイン・作画監督 - 牛島勇二
- 絵コンテ - 牧野行洋（vol.01）、近藤隆史（vol.02・vol.03）
- 美術監督 - 一二三
- 撮影監督 - 東郷誠
- 音響監督 - 吉田知弘（vol.01・vol.02）、筑前宰相（vol.03）

### 主題歌 (OVA)
「この手で」（ED）
歌 - 中原涼
作詞・作曲 - 薬師るり / 編曲 - Kazuhito Kikuchi